# Ludger Hovest
Ludgerus Hovest (* 11. November 1950 in Münster) ist ein deutscher Politiker und ehemaliger nordrhein-westfälischer Landtagsabgeordneter der SPD.

## Leben und Beruf
Nach dem Besuch der Volksschule absolvierte er eine Ausbildung zum Chemielaboranten, um sich dann an einer Chemotechniker-Fachschule fortzubilden. Er arbeitete dann als staatlich geprüfter Chemotechniker. Ab 1973 war er als Gewerkschaftssekretär der IG Chemie, Papier, Keramik tätig.
Der SPD trat Hovest im Jahr 1970 bei. Er ist in zahlreichen Gremien der Partei tätig, so u. a. als Stadtverbandsvorsitzender von Wesel.

## Abgeordneter
Vom 30. Mai 1985 bis zum 31. Mai 1995 war Hovest Mitglied des Landtags des Landes Nordrhein-Westfalen. Er wurde jeweils im Wahlkreis 063 Wesel II direkt gewählt.
Während seiner Zeit als Landtagsabgeordneter versuchte er die Rekonstruktion der historischen Rathausfassade in Wesel zu verhindern. Die Bürgerinitiative Historisches Rathaus warf ihm vor, das Vorhaben in Düsseldorf jahrelang blockiert zu haben, obwohl finanzielle Hilfen signalisiert wurden.
Er gehört dem Stadtrat der Stadt Wesel an und ist seit 1986 Fraktionsvorsitzender der SPD.

## Briefmarkenaffaire
Privat engagierte er sich als Philatelist in der ArGe Russland / UdSSR und hat sich in der Szene als Prüfer von russischen und sowjetischen Briefmarken einen Namen gemacht.
Im November 2003 wurde bekannt, dass er als Aufsichtsratsmitglied der Bauverein Wesel AG für die Philatelisten-Arbeitsgemeinschaft Zuschüsse des Bauvereins akquirierte. Im Zuge dieser Affaire musste er seinen Aufsichtsratposten räumen.
Im Juni 2013 wurde bekannt, dass er weiterhin regelmäßig als Vertreter des Gesellschafters Stadt Wesel entgegen dem Aktienrecht an Aufsichtsratssitzungen des Bauvereins als Berater teilnahm und hierfür Sitzungsgelder erhielt.
Am 26. April 2014 schlug ihn der Rat der Stadt Wesel erneut einstimmig für den Aufsichtsrat des Bauvereins vor, woraufhin ihn die Hauptversammlung mit großer Mehrheit am 20. August 2014 wählte.